# Benoît Salmon
Benoît Salmon (født 9. maj 1974 i Dinan) er en tidligere professionel fransk cykelrytter. Han blev professionel i 1996.
Salmon vandt ungdomstrøjen i Tour de France i 1999. Samme år vandt han også Grand Prix du Midi Libre sammenlagt.

## Hold
- 2005 Agritubel
- 2004 Crédit Agricole
- 2002 Phonak Hearing Systems
- 2000 Ag2r Prévoyance
- 1998 Casino
- 1997 Lotto-Mobistar
- 1996 Collstrop